# Aleiphaquilon una
Aleiphaquilon una là một loài bọ cánh cứng trong họ Cerambycidae.